# French Open 2016 – čtyřhra legend nad 45 let
Čtyřhra legend nad 45 let na French Open 2016 byla hrána v rámci dvou tříčlenných skupin. V základní skupině se páry utkaly systémem „každý s každým“. Vítězná dvojice z každé skupiny postoupila do finále.
Francouzští obhájci titulu Guy Forget s Henrim Lecontem nestartovali společně. Forget se rozhodl do turnaje nezasáhnout a Lecont skončil po boku Arnauda Boetsche v základní fázi. Vítězem se stala španělsko-chorvatská dvojice Sergi Bruguera a Goran Ivanišević, která ve finále přehrála zástupce francouzského tenisu Yannicka Noaha se Cédricem Piolinem po dvousetovém průběhu 6–3 a 7–6.

## Pavouk
| Legenda                                                       |                                                                        |                                                   |
| - Q – kvalifikant - WC – divoká karta - LL – šťastný poražený | - Alt – náhradník - SE – zvláštní výjimka - PR/SR – žebříčková ochrana | - w/o – bez boje - r – skreč - d – diskvalifikace |

### Finále
| Finále |                                 |   |    |  |
|        |                                 |   |    |  |
|        |                                 |   |    |  |
| C3     | Sergi Bruguera Goran Ivanišević | 6 | 7  |  |
| D1     | Yannick Noah Cédric Pioline     | 3 | 62 |  |

### Skupina C
|    |                                 | A Boetsch H Leconte | P Cash J McEnroe | S Bruguera G Ivanišević | Zápasy | Sety | Hry   | Pořadí |
| C1 | Arnaud Boetsch Henri Leconte    |                     | 4–6, 2–6         | 3–6, 3–6                | 0–2    | 0–4  | 12–24 | 3.     |
| C2 | Pat Cash John McEnroe           | 6–4, 6–2            |                  | 1–6, 6–3, [5–10]        | 1–1    | 3–2  | 19–16 | 2.     |
| C3 | Sergi Bruguera Goran Ivanišević | 6–3, 6–3            | 6–1, 3–6, [10–5] |                         | 2–0    | 4–1  | 22–13 | 1.     |

Pořadí bylo určeno na základě následujících kritérií: 1) počet vyhraných utkání; 2) počet odehraných utkání; 3) u tří párů se stejným počtem výher rozhodovalo: a) procento vyhraných setů, b) procento vyhraných her; 5) rozhodnutí řídící komise.

### Skupina D
|    |                                  | Y Noah C Pioline      | M Pernfors M Wilander | M Bahrami R Krajicek  | Zápasy | Sety | Hry   | Pořadí |
| D1 | Yannick Noah Cédric Pioline      |                       | 6–4, 6–4              | 7–6(7–5), 2–6, [10–8] | 2–0    | 4–1  | 22–20 | 1      |
| D2 | Mikael Pernfors Mats Wilander    | 4–6, 4–6              |                       | 6–7 (2–6), 4–6        | 0–2    | 0–4  | 18–25 | 3      |
| D3 | Mansour Bahrami Richard Krajicek | 6–7(5–7), 6–2, [8–10] | 7–6 (6–2), 6–4        |                       | 1–1    | 3–2  | 25–20 | 2      |

Pořadí bylo určeno na základě následujících kritérií: 1) počet vyhraných utkání; 2) počet odehraných utkání; 3) u tří párů se stejným počtem výher rozhodovalo: a) procento vyhraných setů, b) procento vyhraných her; 5) rozhodnutí řídící komise.